# Aktion Tagwerk
L’organisation Aktion Tagwerk est une organisation non gouvernementale humanitaire qui agit au niveau international pour la mise en œuvre des conditions d’un développement durable, socialement juste, écologiquement et économiquement viable, en particulier par la défense des droits de l’enfant localisée à Mayence.

## Historique
L'association Aktion Tagwerk est fondée en 2002 par Nora Weisbrod, une lycéenne de Ingelheim qui organise des défilés solidarité sous la devise « Go for Africa » pour l'organisation Human Help Network. Nora Weisbrod prit part à la quinzième Assemblée fédérale.
En 2022, Aktion Tagwerk est relayé par 250 écoles qui récoltent un total de 560.000 euros en donation.

## Activités
Sous le nom de Dein Tag für Afrika (« Ta journée pour l’Afrique ») coexiste une campagne scolaire qui mobilise chaque année des écoliers de toute l’Allemagne pour une journée de travail volontaire. Les moyens de récolter de l’argent sont divers et variés : tondre la pelouse du voisin, monter un marché aux puces ou encore passer une journée dans une vraie entreprise. L’an 2009, 1,6 million d’euros ont ainsi été récoltés pour les programmes d’aide aux enfants de l'organisation « Human Help Network ». L’association est indépendante de l’État, de l’Église et des partis politiques. Le siège du bureau fédéral de Aktion Tagwerk est au quartier Kästrich de la vieille ville de Mayence. Dans deux régions d’Allemagne, les collaborateurs et bénévoles sont organisés en groupes de travail locaux.
La fondation appuie économiquement différents programmes d'aide directe à l'enfance dans divers pays d'Afrique, comme le Rwanda, le Burundi, l'Angola, le Soudan et l'Afrique du Sud  dans les domaines de l'aide sociale et de l'éducation et des droits de l'enfant. Human Help Network agit aussi pour faciliter l'accès des enfants et des jeunes à une éducation et à une formation professionnelle de qualité.